# Tamalpais-Homestead Valley
Tamalpais-Homestead Valley är en ort (CDP) i Marin County, i delstaten Kalifornien, USA. Enligt United States Census Bureau har orten en folkmängd på 10 735 invånare (2010) och en landarea på 12 km².